# Métropole de Tourkia
 (mars 2023).
La métropole de Tourkia est un diocèse orthodoxe (éparchie) en Hongrie médiévale, aux XIe et XIIe siècles. Son nom est dérivé du terme Tourkia (Turquie) (grec moderne : Τουρκία), utilisé par l'Empire byzantin comme désignation de l'État médiéval hongrois. Depuis que la métropole de Tourkia est créé sous les auspices du patriarcat de Constantinople, le terme byzantin pour le pays est également appliqué à l'éparchie nouvellement créée. Selon certains érudits modernes, la métropole de Tourkia avait juridiction sur le système ecclésiastique orthodoxe dans tout le royaume de Hongrie. 

## Évêque de Tourkia

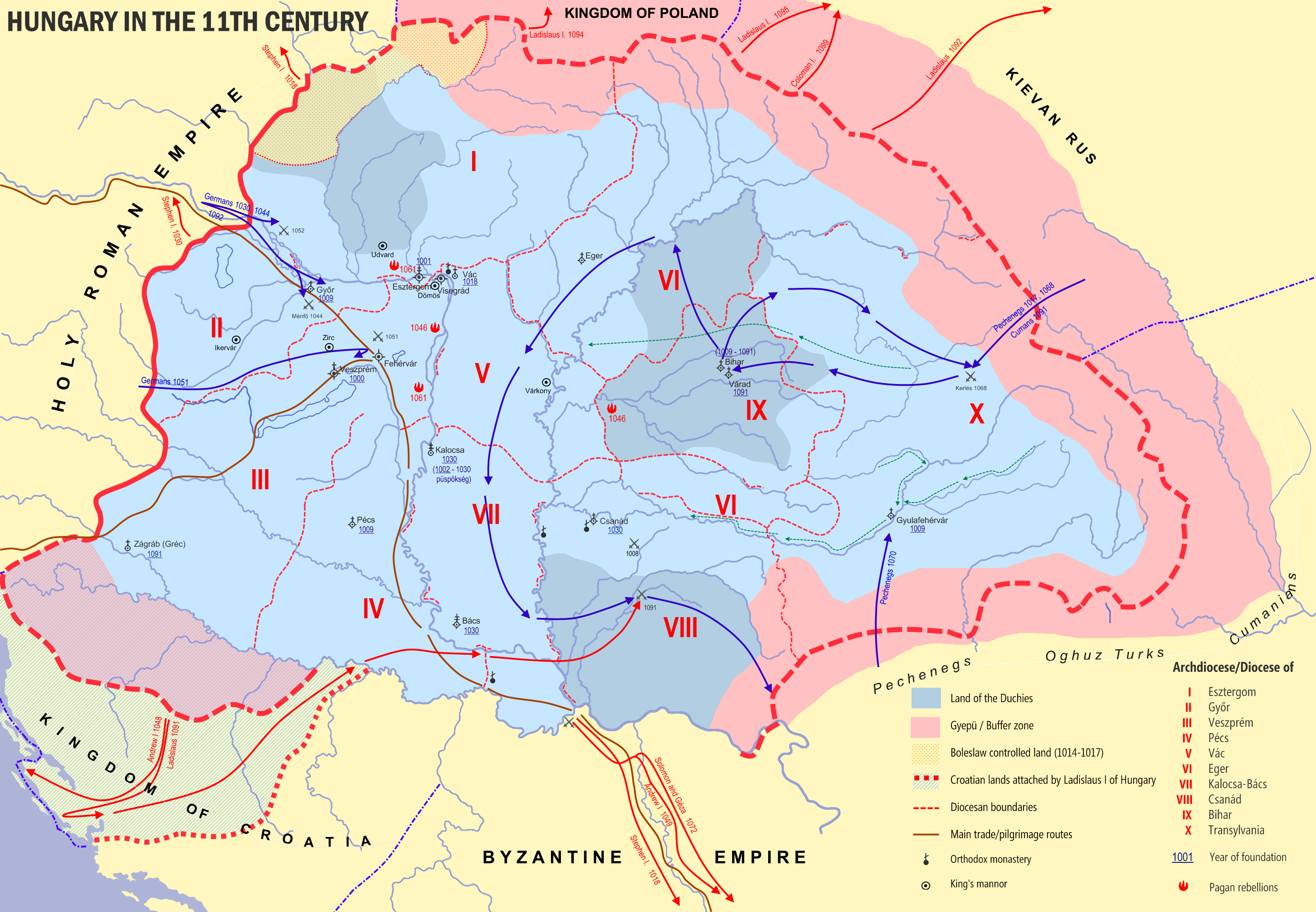
Le Royaume de Hongrie dans les années 1090, avec plusieurs monastères orthodoxes également indiqués sur la carte

Les Magyars (ou Hongrois) ont envahi le bassin des Carpates en 895 ou 896. Ils se sont installés dans les basses terres le long du Danube moyen et ont consolidé leur autorité dans la région au cours des décennies suivantes. Les auteurs byzantins contemporains les appellent Tourkoi (Turcs) et leur terre Tourkia (Turquie) au Xe siècle.  Les Hongrois sont alors païens, décrits comme des adorateurs des étoiles et du feu par les géographes musulmans. À la recherche du butin, ils font des incursions régulières, principalement contre l'Europe de l'Ouest au début du Xe siècle. Ils envahissent également les territoires balkaniques de l'Empire byzantin en 934 et 943, forçant les Byzantins à signer un traité de paix. L'un des principaux commandants militaires des Hongrois, le Karhas Bulcsú, est baptisé à Constantinople en 948. La conversion de Bulcsú n'est pas sincère et il lance de nouveaux raids de pillage contre l'Empire byzantin au début des années 950. 
Le chef hongrois de deuxième rang, Gylas, reçoit le baptême à Constantinople vers 952. L'empereur byzantin Constantin VII Porphyrogénète le récompense avec le titre honorifique de patricien, lui donnant droit à une subvention annuelle. Le patriarche œcuménique charge un moine, Hierotheos, de la conversion des sujets de Gylas et le consacre évêque.  Hierotheos accompagne Gylas dans son royaume où il convertit de nombreux Hongrois, selon l'historien byzantin John Skylitzès. Porphyrogénète associe Tourkia à des terres à l'est de la rivière Tisza dans De administrando imperio. Les découvertes de pièces de monnaie byzantines du Xe siècle, de boucles d'oreilles, de croix reliquaires et d'objets similaires abondent dans la région de Szeged. Les deux faits impliquent que les domaines de Gylas sont situés près du confluent de la Tisza et du Maros, mais cette interprétation n'est pas universellement acceptée par les historiens modernes. 

## Métropolite de Tourkia
Un « Ioannes [Jean], métropolite de Tourkia » assiste au synode convoqué par le patriarche œcuménique à Constantinople en 1028.  Dans la liste des participants, Ioannes est mentionné comme le dernier parmi les métropolites, montrant que son siège est récemment créé ou élevé au rang de métropole. Un registre du XIIe siècle des diocèses soumis à Constantinople répertorie la métropole de Tourkia à la 60e entrée, seulement suivie de la métropole de Rhôsia (ou Rus' de Kiev ). Un sceau d'Antoine, syncelle de Tourkia date aussi du XIe siècle. 

## Sources
- István Baán, Early Christianity in Central and East Europe, Warszawa, Semper, 1997, 67–74 p. (ISBN 9788386951338, lire en ligne), « The Foundation of the Archbishopric of Kalocsa: The Byzantine Origin of the Second Archdiocese in Hungary »
- István Baán, Byzanz und Ostmitteleuropa 950-1453, Wiesbaden, Harrassowitz Verlag, 1999, 45–53 p. (ISBN 9783447041461, lire en ligne), « The Metropolitanate of Tourkia: The Organization of the Byzantine Church in Hungary in the Middle Ages »
- Nora Berend, József Laszlovszky et Béla Zsolt Szakács, Christianization and the Rise of Christian Monarchy: Scandinavia, Central Europe and Rus', c. 900–1200, Cambridge University Press, 2007, 319–368 (ISBN 978-0-521-87616-2, lire en ligne ), « The kingdom of Hungary »
- Nora Berend, Przemysław Urbańczyk et Przemysław Wiszewski, Central Europe in the High Middle Ages: Bohemia, Hungary and Poland, c. 900-c. 1300, New York, Cambridge University Press, 2013 (ISBN 9780521781565, lire en ligne)
- László Koszta, The Carpathian Basin, the Hungarians and Byzantium, Szeged, Szegedi Tudományegyetem, 2014, 127–143 p. (lire en ligne), « Byzantine Archiepiscopal Ecclesiastical System in Hungary? »
- Alexandru Madgearu, « The Mission of Hierotheos: Location and Significance », Byzantinoslavica, vol. 66,‎ 2008, p. 119–138 (lire en ligne)
- Alexandru Madgearu, « Further Considerations on Hierotheos' Mission to the Magyars », Acta Musei Napocensis, vol. 54, no 2,‎ 2017, p. 1–16 (lire en ligne)
- Boris Stojkovski, « The Greek Charter of the Hungarian King Stephen I », Зборник радова Византолошког института, vol. 53,‎ 2016, p. 127–140 (lire en ligne)
- Paul Stephenson, Byzantium's Balkan Frontier: A Political Study of the Northern Balkans, 900-1204, Cambridge University Press, 2000 (ISBN 9780521770170, lire en ligne)